# ラドゥ・アルドゥレスク
ラドゥ・アルドゥレスク（Radu Aldulescu, 1922年9月17日 - 2006年3月19日）は、ルーマニア出身のチェロ奏者。

## 経歴
1922年、イルフォヴ県ピテアスカで生まれる。6歳の頃から祖父のドゥミトル・ディニクにチェロを学び、12歳でブカレスト音楽院に入学。1941年にルーマニア放送交響楽団と共演して独奏者としてデビューを飾り、1950年から1964年までブカレスト・フィルハーモニー管弦楽団のソリストとして活動した。また、その間にピアノ奏者のヴァレンティン・ゲオルギューとヴァイオリン奏者のシュテファン・ゲオルギューとで三重奏団を結成して室内楽の演奏活動も行っていた。ガスパール・カサドの薫陶も受けている。
1969年にイタリアに移住し、1972年からサルヴァトーレ・アッカルドやルイジ・ビアンキらとローマ弦楽三重奏団を結成した。また、ソリストとして世界各国を演奏してまわる一方で教育者としても後進の指導にあたり、パリ音楽院やバーゼル音楽院などでマスター・クラスを開講した。
2006年、ニースにて没。

## 受賞・栄典
- 1951年：ルーマニア政府から名誉芸術家の称号を授与